# Dioskorus Benjamin Atas

Mor Dioskoros Benjamin Atas

Mor Dioskorus Benjamin Atas (syrisch ܡܪܝ ܕܝܘܣܩܘܪܘܣ ܒܢܝܡܝܢ ܐܛܫ; geboren als Benjamin Atas; * 3. Januar 1966 in Bethkustan, Türkei) ist syrisch-orthodoxer Geistlicher, Erzbischof und Patriarchalvikar der Erzdiözese Schweden der syrisch-orthodoxen Kirche von Antiochien. Die Anzahl der Aramäer bzw. syrisch-orthodoxen Christen in Schweden wird auf 120.000 geschätzt. Die Kathedralkirche Mor Dioskorus Benjamin Atas’ ist die Mor Ephräm-Kathedrale in Södertälje.

## Leben

### Kindheit und Jugend
Atas entstammt einer syrisch-orthodoxen Familie aus dem Dorf Bethkustan in der Provinz Mardin in der Türkei. In jungen Jahren begann er in der Kirchenschule Mor Eliyo Aramäisch, die Liturgiesprache der Syrisch-Orthodoxen Kirche, und deren Katechetik und Riten zu lernen. Seine Grundschulbildung absolvierte er in der örtlichen Dorfschule, wo er die Grundlagen der türkischen Sprache erlernte. Während dieser Zeit will er die Intuition gehabt haben, dass ihn jemand dazu rief, das Mönchsleben zu akzeptieren. Seine Eltern sollen ihn jedoch mit der Begründung entmutigt haben, er sei zu jung, um Mönch zu werden. Nachdem die Familie später nach Schweden emigrierte, setzte er seine Ausbildung dort fort. Fortan wuchs er in Rinkeby, einem Vorort Stockholms auf, lernte Schwedisch und kam in näheren Kontakt mit der schwedischen Kultur. In dieser Zeit lernte er weiterhin Aramäisch bei Priester Melke Yilmaz.

### Noviziat
Anfang zwanzig will Atas den Ruf des Möchlebens erneut gespürt haben. Seine Eltern, die die Bestrebungen ihres Sohnes verstanden hatten, halfen ihm, dem syrisch-orthodoxen Kloster St. Ephrem in Glane, in den Niederlanden, beizutreten. 1986 wurde er vom Erzbischof Mor Julius Yeshu`Çiçek als Novize in das Kloster aufgenommen. Dort lebte Benjamin fortan und führte seine Studien bei seinem Lehrer Bruder Said Cakici fort.

### Mönchtum
Nachdem er zum Mönch und zum Priester geweiht wurde, war seine Aufgabe, sich um die spirituellen Bedürfnisse der Gläubigen der Diözese zu kümmern, indem er Gläubigen die christlichen Lehren predigte. Er inspirierte sie, die syrische (aramäische) Sprache zu lernen, da viele syrisch-orthodoxe Gläubige in den Niederlanden der aramäischen Sprache nicht mächtig waren, da sie aus überwiegend kurdischsprachigen Dörfern aus der Türkei, wie beispielsweise Hah oder Kafro 'elayto stammten. Als die syrischen Buchstaben auf Computern verfügbar waren, begann er Bücher zu schreiben, von denen einige veröffentlicht wurden. In dieser Zeit lernte er auch Deutsch und Englisch. Später zog er für drei Jahre in die USA, um seine theologischen Studien an einer römisch-katholischen Universität in New Jersey zu ergänzen. Während seiner Zeit in den Vereinigten Staaten half er in den syrisch-orthodoxen Gemeinden in Washington, D. C., New York, Chicago, Florida und New Jersey aus.

### Patriarchalvikar

Mor Dioskorus Benjamin Atas, Patriarchalvikar der Syrisch-Orthodoxen Kirche von Antiochien in Schweden

1995 begab er sich auf Ersuchen des Patriarchen zum Patriarchat nach Syrien. Nach einem eher kurzen Aufenthalt wurde Atas vom Patriarchen in die neue Diözese nach Schweden geschickt.
Im Jahr darauf wurde er vom Patriarchen zum Metropoliten geweiht und zum Patriarchalvikar der Erzdiözese Schweden ernannt, wobei er der syrischen Tradition gemäß schließlich auch den Namen Dioskorus annahm. In seiner Zeit als Patriarchalvikar wurden unter anderem zahlreiche Kirchen geweiht und Gemeinden gegründet. Er weihte außerdem Messdiener sowie Priester und Chorbischöfe.

## Engagement
In den Jahren 2014 und 2018 wurde Atas zum Vorsitzenden des Schwedischen Christenrats (SKR) gewählt und trat die Nachfolge von Anders Wejryd, des damaligen Erzbischofs der schwedischen Kirche, an.
Atas forderte die schwedische Regierung in einer Debatte auf, mit oder ohne weitere Unterstützung, die am stärksten gefährdeten christlichen Minderheiten aus vom IS kontrollierten Gebieten im Irak und in Syrien zu retten. Er forderte den türkischen Staat außerdem dazu auf, eine Wahrheitskommission zum Völkermord zu bilden, ähnlich der in Südafrika gebildeten Versöhnungs- und Wahrheitskommission, die die Verbrechen des Apartheid-Regimes betraf.
In einem Brief an alle EU-Parlamentarier vor der Abstimmung im Jahre 2016 über den Völkermord an Christen durch den Islamischen Staat bat Atas weiterhin um Anerkennung.

## Weihen
Seine Eminenz Mor Dioskorus Benjamin Atas empfing folgende Weihen:
- Weihe zum Psalmsänger (erste Stufe des Ministranten in der Syrisch-Orthodoxen Kirche), Mor Eliyo Kirche, Bethkustan, Türkei
- Weihe zum Lektor, 1984, durch Mor Timotheus Aphram Aboodi
- Weihe zum Subdiakon, 1985
- Weihe zum Diakon, 1986, St. Ephrem Kapelle, Kloster St. Ephrem, Glane, Niederlande, durch Mor Julius Yeshu Çiçek
- Weihe zum Mönch, 1988 St. Ephrem Kapelle, Kloster St. Ephrem, Glane, Niederlande, durch Mor Julius Yeshu Çiçek
- Weihe zum Priester, 1988 St. Ephrem Kapelle, Kloster St. Ephrem, Glane, Niederlande, durch Mor Julius Yeshu Çiçek
- Weihe zum Bischof, 11. Februar 1996, Georgskathedrale, Damaskus, Syrien, durch Patriarch Moran Mor Ignatius Zakka I. Iwas[2][3]

## Auszeichnungen
Zum Segen als Hilfe für die auf ihn zukommende Verantwortung erhielt Atas während seiner Zeit als Mönch bzw. vor seiner Bischofsweihe von Moran Mor Ignatius Zakka I. Iwas ein Kreuz verliehen, was in der Syrisch-Orthodoxen Kirche eine typische Art der Ehrung von Priestern ist.
Atas erhielt zudem von der Aalborg Academy of Science der Kansas State University am 12. April 2018 den Ehrendoktorat in Theologie.